# 澳門通
澳門通（おうむんとん、マカオパス）は、マカオの公共交通機関などにおいて利用できる非接触式ICカードである。1999年12月末に導入した。

## 利用
- マカオの路線バス、マカオLRT(澳門軽軌)で利用できる。特に路線バスではほぼ全路線で通常6パタカのところ、半額の3パタカ（X路線では4パタカ）で利用ができる。なお、学生版澳門通は全路線で1.5パタカ（X路線では2パタカ）、老人と障害者は全路線無料である。
- 初めてはコンビニ[注 1]やスーパー等でしか利用できなかったが、電子消費優惠計劃の恩恵を受けて、現在では多くの店で利用できる。

- フェリーターミナルや珠海市からのイミグレーション付近で購入可能な販売店もいくらか存在する。専門の販売店も市中に存在しており、そこではオリジナルの記念版も販売されている。自動販売機でも購入は可能であるが、現金対応はしておらず、澳門通のチャージ金か、Alipayなどのキャッシュレスのみの対応となっている。